# エレバン国立大学
エレバン国立大学（エレバンこくりつだいがく、アルメニア語: Երևանի պետական համալսարան）とは、アルメニアの首都、エレバンにある1919年5月16日に設立された国立大学である。

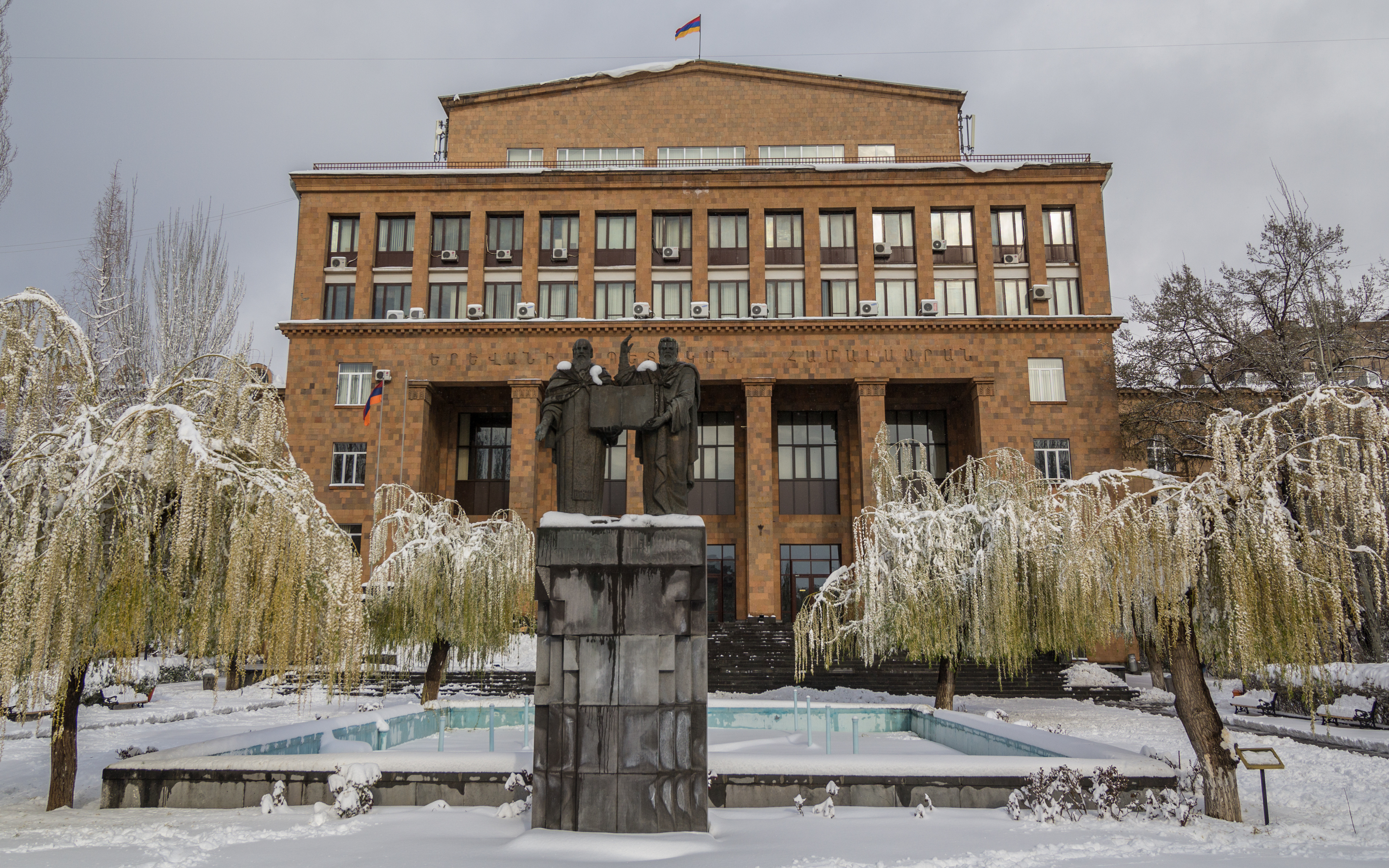
エレバン国立大学の正面玄関

## 概要
建設以来、約10万人の学生が卒業している。2022年現在、19の学部がある。
3,150人の従業員のうち、教員が1,190人あり、その中には学者25人、教授130人、准教授700人、および助教360人が含まれている。 大学には400人の研究者、1,350人の大学院生、および300人の外国人学生を含む8,500人の学部生がいる。

## 歴史
- 1919年5月16日、エレバン国立大学が設立される。
- 1920年2月には、初の授業が行われる。